# Ballen (Papier)
Ballen war ein Zählmaß für Papier und umfasste 10 Neuries zu 10 Buch (Maß) zu 10 Lagen (Maß) zu 10 Bogen (Maß), also insgesamt 10.000 Bogen.
galt bis 1. Januar 1876
- Schreibpapier: 1 Ballen = 10 Ries = 200 Buch = 4800 Bogen
- Druckpapier: 1 Ballen = 10 Ries = 200 Buch = 5000 Bogen

galt nach 1. Januar 1876
- 1 Pack = 15 Ballen = 150 Neuries = 1500 Neubuch = 15.000 Heft = 30.000 Lagen = 150.000 Bogen

In Portugal war das Maß abweichend und
- 1 Ballen = 32 Ries zu 17 Buch und 5 Bogen
- 1 Buch = 5 Cadernos = 25 Bogen[3]

Auch abweichend in Frankreich
- Marseille 1 Ballen =  24 Ries
- Provence 1 Ballen = 14 Ries